# Pär Lundström
Pär "Attack" Lundström, född 1960 i Malmö, är en svensk trummis som spelade i modsbandet The Moderns 1979–1980, och i punkgruppen Strindbergs 1984–1985.
Lundström medverkade 1980 på singeln Ready for the 80's / Identity (Mandarine Records MR S-7), och på samlingen Let It Out: She Said Go - Tell Me Where the Action Is (Adventure Records ADVLP 100). Han spelade på The Moderns Englands-turné och på Strindbergs sista Sverige-turné.